# Héctor Costa
Héctor José Costa Massironi, né le 30 juillet 1929, à Montevideo, en Uruguay, décédé le 23 mai 2010, est un ancien joueur uruguayen de basket-ball.

## Palmarès
- 3e des Jeux olympiques 1952
- 3e des Jeux olympiques 1956
- Champion d'Amérique du Sud 1953
- Champion d'Amérique du Sud 1955
- Finaliste du championnat d'Amérique du Sud 1958